# 提图斯凯旋门
41°53′27″N 12°29′19″E / 41.890717°N 12.488585°E
提图斯凯旋门（義大利語：Arco di Tito），是位於意大利羅馬古罗马广场东南圣道上的一座大理石单拱凯旋门，是1世纪的敬意拱门，建于公元81年。由图密善皇帝在兄长提图斯去世后不久兴建，纪念提图斯在公元70年征服和摧毁耶路撒冷，终止了自公元66年开始的犹太人大起义。拱门上的镶板描绘了公元71年罗马胜利、耶路撒冷陷落后庆祝的凯旋游行。它成为犹太人散居的象征，拱门上描绘的灯台亦成为以色列国徽灯台的原型。

提图斯凯旋门是16世纪以后竖立的许多凯旋门所仿效的原型——也许最著名的是它是法国巴黎凯旋门的灵感来源。

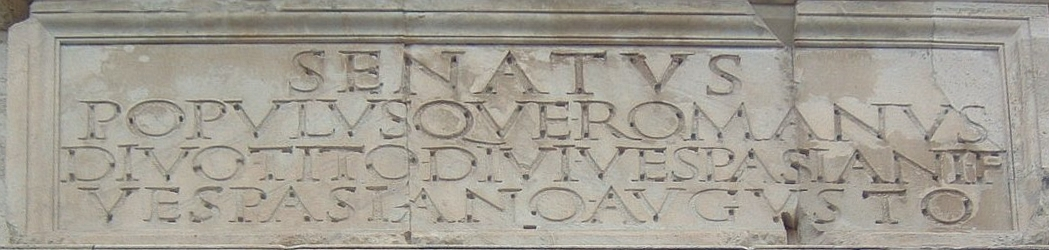
碑文，大意為：
「元老院
與羅馬人民
敬獻天才提圖斯，
天才維斯帕先·奧古斯都之子。」

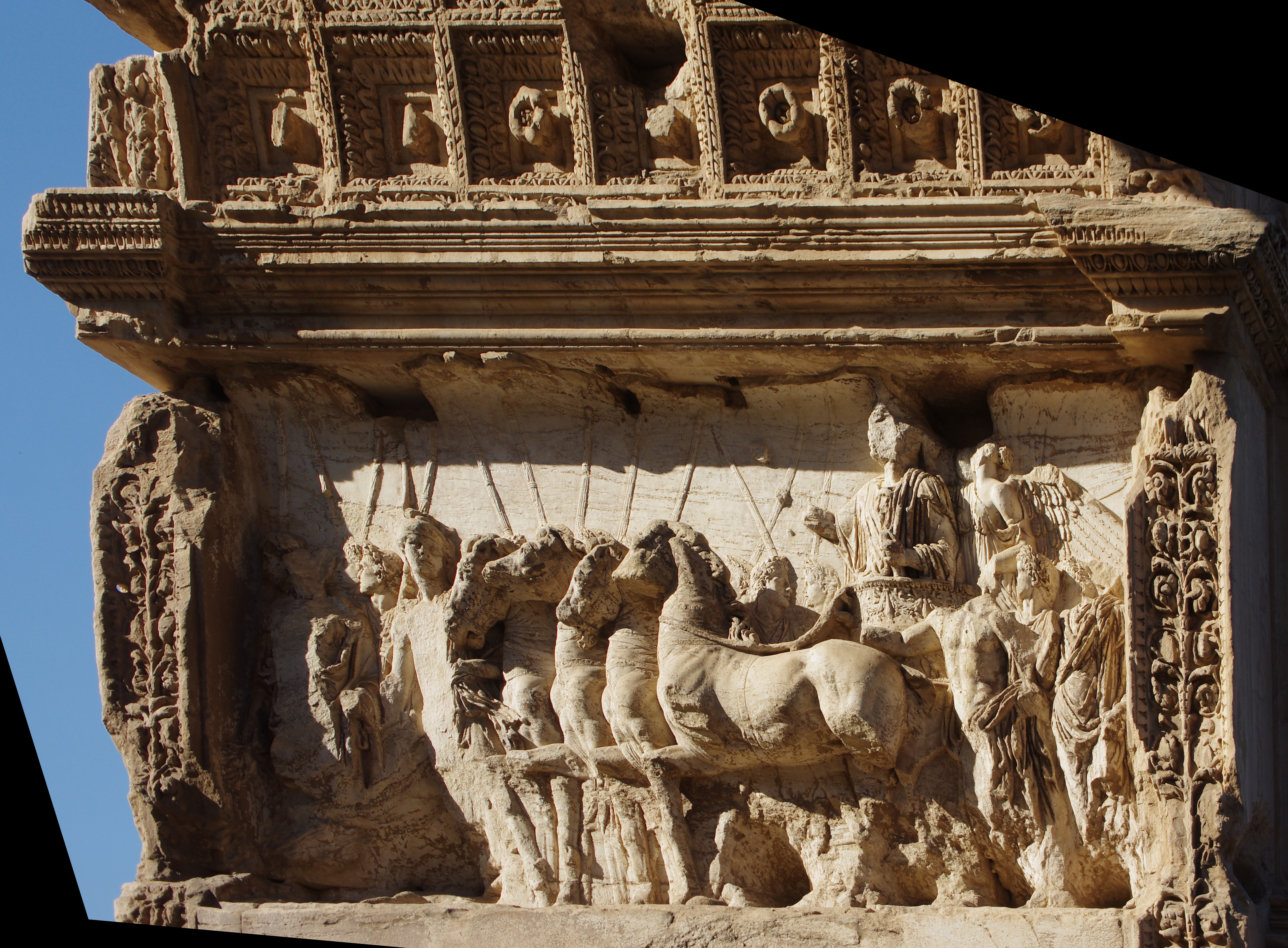
提图斯凯旋门：提图斯作为胜利者的北内浮雕

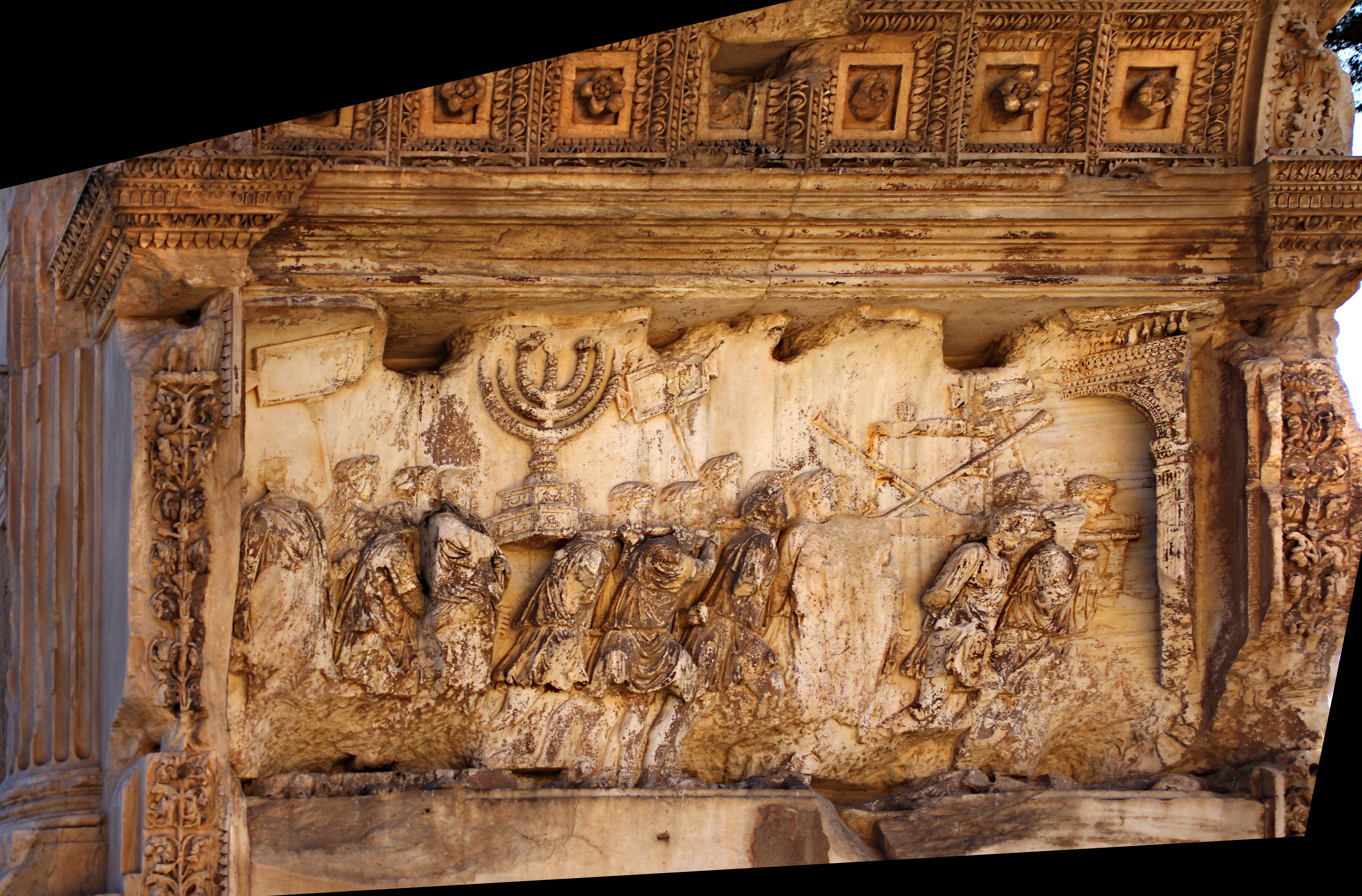
提图斯凯旋门的细部显示来自耶路撒冷的战利品

提图斯凯旋门坐落在Velian山，旁边即是罗马斗兽场。Velian在帕拉丁和Esquiline山的中间，罗马广场的东南部。提图斯凯旋门本身有13.50米宽，高15.40和4.75深，而内在的的牌楼是高8.30米，和5.36宽。而它的建筑材料是使用使用潘泰列克大理石。

## 历史意义
提图斯凯旋门拥有现存唯一的对耶路撒冷圣殿（第二圣殿）器物的描绘，上面清楚描绘了灯台和小号，可能还有陈设饼桌子。 
由于描绘破坏耶路撒冷和亵渎圣殿，儘管後來羅馬信仰了基督教而同屬亞伯拉罕諸教，但许多犹太人拒绝从拱门下经过。直至1948年以色列复国以後，大批人群从罗马犹太社区沿着与古罗马凯旋式相反的方向通过提图斯凯旋门。
提图斯凯旋门上描绘的耶路撒冷圣殿7个分支的灯台形象，被用在以色列国徽。 

### 仿效之作
- 法国巴黎凯旋门（1806年）